# حمام کوز
حمام کوز مربوط به دوره قاجار است و در خمینی شهر، خیابان ۱۷ شهریور، کوچه پنجشنبه بازار، کوچه سعیدی واقع شده و این اثر در تاریخ ۲۲ آبان ۱۳۸۶ با شمارهٔ ثبت ۱۹۸۶۴ به‌عنوان یکی از آثار ملی ایران به ثبت رسیده است.